# Goethestraße 28 (Magdeburg)

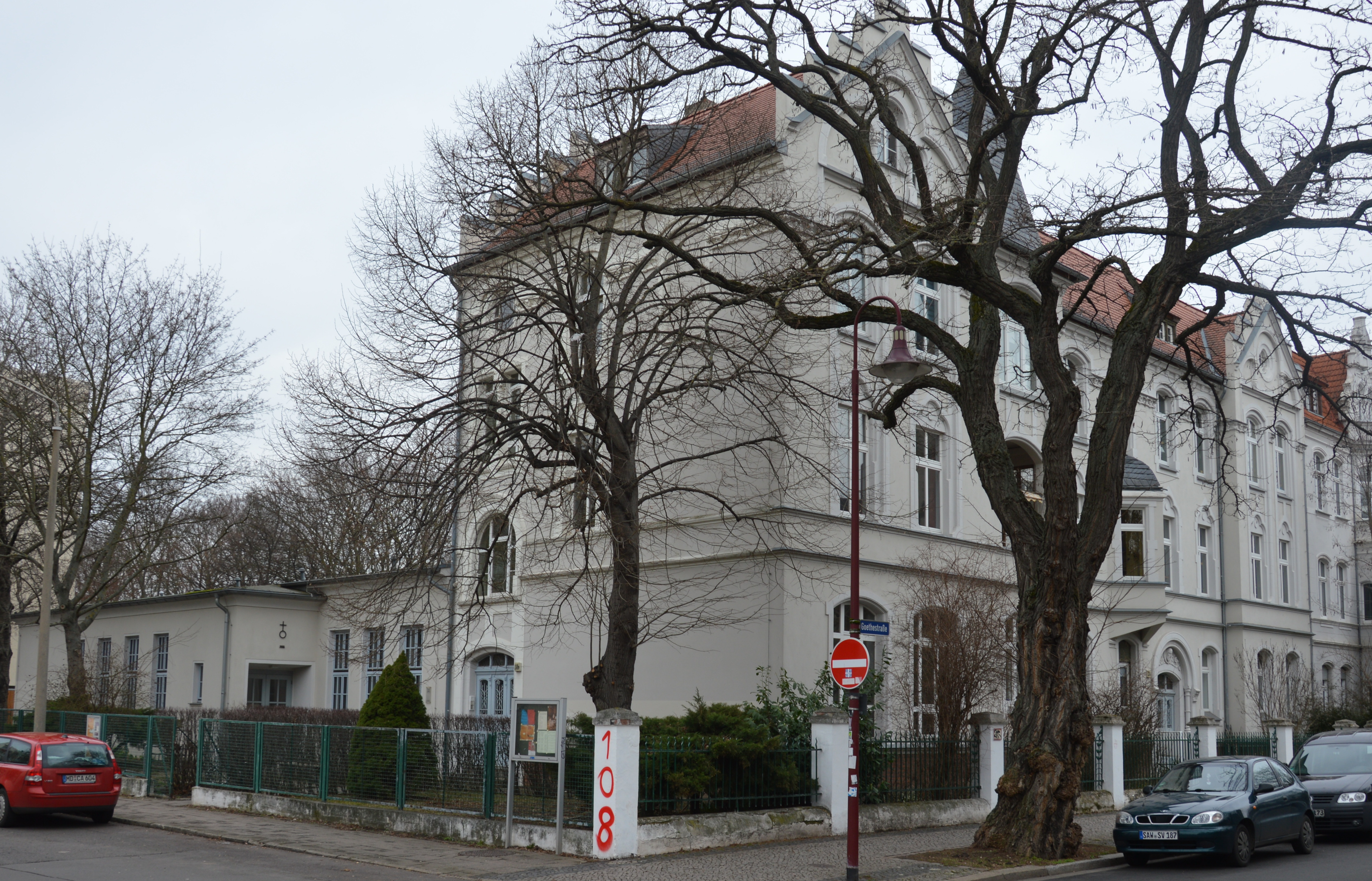
Goethestraße 28

Das Gebäude Goethestraße 28 ist ein denkmalgeschütztes Pfarrhaus in Magdeburg in Sachsen-Anhalt.

## Lage
Es befindet sich auf der Nordseite der Goethestraße im Magdeburger Stadtteil Stadtfeld Ost an der Adresse Goethestraße 28 in einer Ecklage zur Wilhelm-Klees-Straße. Östlich grenzt das gleichfalls denkmalgeschützte Haus Goethestraße 27 an. Das Gebäude gehört als Einzeldenkmal zum Denkmalbereich Goethestraße 22–28.

## Architektur und Geschichte
Das dreigeschossige verputzte Gebäude wurde im Jahr 1902 als Pfarrhaus der auf der anderen Straßenseite befindlichen evangelischen Pauluskirche errichtet. Zur Goethestraße hin verfügt die im Stil der Neogotik gestaltete Fassade über zehn Achsen. Das Erdgeschoss ist mittels zweier Gesimse von der oberen Geschossen getrennt. Am West- und Ostende besteht jeweils ein Seitenrisalit. Die zweiachsigen Risalite werden durch Treppengiebel bekrönt. Am westlichen Seitenrisalit ist eine einachsige, von einem Pyramidendach bekrönte Loggia angefügt. Die Fensteröffnungen des Hauses sind mit Segmentbögen versehen bzw. in Kleeblattform gestaltet und zurückhaltend verziert.
Im örtlichen Denkmalverzeichnis ist das Pfarrhaus unter der Erfassungsnummer 094 81758 als Baudenkmal verzeichnet.
Das Gebäude gilt als Teil der Bebauung an der Goetheanlage als städtebaulich bedeutsam.